# Ghost Trick : Détective fantôme
Ghost Trick : Détective fantôme est un jeu vidéo d'aventure et de réflexion de type point'n click développé et édité par Capcom sur Nintendo DS et iPhone. Il sort en juin 2010 au Japon, le 11 janvier 2011 en Amérique du Nord et le 14 janvier en Europe. Le jeu a été créé par Shu Takumi (créateur de la série Ace Attorney). Ghost Trick propose une aventure très scénarisée composée de 18 chapitres et de nombreux puzzles.
Une version remastérisée sort le 30 juin 2023 sur Nintendo Switch, PlayStation 4, Xbox One et Microsoft Windows.

## Système de jeu
Le joueur contrôle Sissel, un fantôme dont le corps physique est fraîchement mort. Il est possible de passer dans le monde des morts à partir duquel le héros peut se déplacer de noyaux en noyaux, sur une distance limitée. Afin de pallier la distance, il est possible d'utiliser certains objets pour se rapprocher d'un autre, par exemple en ouvrant un placard le noyau situé sur la porte peut se rapprocher d'un autre. Cette interaction peut avoir des conséquences physiques ou sociales, les humains encore en vie pouvant interagir face au mouvement provoqué.
Sissel peut également se déplacer le long des lignes téléphoniques, ce qui lui permet de parcourir l'ensemble de la ville.
Il est possible de converser avec les esprits de personnes tout juste décédées ; s'ensuit alors une séquence dans laquelle le joueur observe les quatre minutes précédant le décès de la personne en question. Le joueur remonte le temps et doit alors trouver un moyen de sauver cette personne dans ce temps limité de quatre minutes (en jeu), par le biais de ses pouvoirs. Échouer à cette reconstitution n'a pas d'autres conséquences qu'avoir quelques conseils supplémentaires avant de pouvoir recommencer.
Plus tard, Sissel pourra rencontrer le fantôme de Missile, un chien de la race des "Loulous de Poméranie" ; ce fantôme dispose d'une allonge beaucoup plus grande, et son pouvoir n'est pas d'activer mécaniquement les objets, mais de pouvoir échanger deux objets de forme identique. Les énigmes combinent alors les pouvoirs des deux personnages.

## Intrigue
Lorsque l'esprit de Sissel, récente victime d'un meurtre, se "réveille", c'est pour découvrir qu'il est mort et a perdu tous ses souvenirs. La seule personne qu'il aperçoit est Lynne, une jeune détective qui sera, elle aussi, assassinée quelques minutes plus tard. Cependant, en parlant avec un autre esprit appelé Ray, Sissel apprend qu'il a le "Pouvoir des morts", ce qui lui permet de posséder des objets inanimés, ainsi que voyager dans le temps, plus précisément quatre minutes avant la mort d'une personne, et de modifier son destin. Utilisant ces pouvoirs, Sissel parvient à sauver Lynne, qui enquête sur un évènement important devant avoir lieu le soir même tout en étant recherchée pour meurtre. Ray l'ayant averti que son esprit disparaitrait à l'aube, Sissel décide de faire équipe avec Lynne afin qu'ils s'aident mutuellement. Tandis que Sissel continue son enquête, il sauve Lynne à différentes reprises, parfois aidé d'un chien nommé Missile. Finalement, Sissel tombe sur la vidéo de son meurtre prise par une caméra de surveillance et découvre que Lynne est bien la personne qui l'a tué, il décide cependant de continuer à l'aider. Entre-temps, Lynne demande à Sissel d'aider un certain détective Jowd, condamné à mort à la suite d'un tragique accident impliquant sa fille Kamila et dans lequel sa femme trouva la mort.
Après avoir réussi à reporter l'exécution de Jowd, Sissel apprend que Kamila a été enlevée par une organisation ayant pris Lynne pour cible et voulant accélérer l'exécution de Jowd. Ils apprennent également l'existence d'un "manipulateur" qui aurait prétendument causé la mort de la mère de Kamila. Tout en cherchant des moyens de sauver différentes personnes et de secourir Kamila, Sissel recroise le chemin de Missile qui a été tué une nouvelle fois mais qui a reçu à son tour un "pouvoir des morts" lui permettant d'échanger des objets de formes similaires. Missile décide alors d'aider Sissel à retrouver Kamila. Peu de temps après, ils découvrent que le corps que Sissel pensait être le sien se promène dans la ville en utilisant ses propres pouvoirs. On apprend ensuite que cet homme a été impliqué dans un incident qui a eu lieu dix ans auparavant et au cours duquel Lynne a été prise en otage, alors qu'il essayait d'échapper à Jowd. Pendant cet incident, l'homme aurait été tué par un fragment de météorite dont les radiations sont à l'origine du « Pouvoir des morts », lui permettant ainsi de manipuler les êtres vivants. Sissel, Missile et Lynne font ensuite route vers un mystérieux sous-marin où l'homme essaye de manipuler Kamila pour attaquer Lynne. Cependant, l'homme découvrira que les membres de l'organisation avec laquelle il faisait équipe l'ont trahi, le leader, Sith, ôtant de son corps le bout de météorite avant de couler le sous-marin et toutes les personnes à son bord. Après avoir mis Lynne et Kamila à l'abri, Sissel rencontre le manipulateur dont le vrai nom est Yomiel. Ce dernier explique les motivations de sa revanche, qui consistait entre autres à contrôler Lynne afin qu'elle lui tire dessus ainsi qu'à faire équipe avec l'organisation qui ferait exécuter Jowd. Refusant d'abandonner dans cette situation pourtant critique, Sissel et Missile montent à bord d'une torpille qui les mène à une cellule vide dans laquelle se trouve le corps inerte de Yomiel. Ils décident alors de remonter dix ans en arrière, pendant les quatre minutes avant sa mort. Grâce à leurs pouvoirs combinés, Sissel, Missile et Yomiel parviennent à empêcher de ce dernier d'être tué par la météorite, réécrivant ainsi le destin de tous les personnages.

## Critiques
Le jeu a reçu un bon accueil de la presse spécialisée.